# Relación de Michoacán
La Relación de Michoacán (cuyo título original es: "Relación de las cerimonias y rictos y población y gobernación de los indios de la provincia de Mechuacán hecha al Ilustrísimo señor don Antonio de Mendoza, virrey y gobernador desta Nueva España por su majestad, etcétera") es un manuscrito que tiene un formato de trazo gráfico, imaginativo y de redacción de estilo europeo medieval, el cual describe la historia y tradiciones del Imperio purépecha modificadas para coincidir con la ideología gubernamental y eclesiástica de España.
El manuscrito original de la Relación de Michoacán consta de tres partes y está ilustrado con 44 pinturas. Se encuentra en posesión de la Real Biblioteca de San Lorenzo de El Escorial, España. En la primera parte, de la que solo sobrevive un folio, se describen los dioses tarascos y las fiestas que se hacían en su honor, en la segunda se relata la vida del héroe legendario Tariacuri, en la tercera se describen las costumbres de los tarascos y se narra cómo fue la conquista de su reino por los españoles y sus aliados mesoamericanos.

## Historia
Elaborada alrededor de 1540 a petición del primer virrey de la Nueva España, Antonio de Mendoza muy probablemente hecho por el franciscano fray Jerónimo de Alcalá con información seleccionada que fue parcialmente proporcionada por purépechas.

## Contenido
El documento contiene la descripción de 300 lugares, 200 personajes, 60 dioses y aproximadamente 300 términos que hacen referencia a la categoría social de los habitantes de Michoacán, entre ellos: cargos del gobierno, estatus social, linajes, gentilicios, etc. 
En la tercera parte se describe la forma en que estaba organizado el gobierno original y cómo eran elegidos los gobernantes, las estrategias militares, las costumbres matrimoniales y las costumbres funerarias. También se narra la conquista del Imperio Purépecha por los españoles y la muerte de Zínzicha Tangáxoan, el último cazonci, juzgado y ejecutado en 1530 por Nuño Beltrán de Guzmán. Todo esto fue relatado por Pedro Cuiniarángari, testigo presencial de los hechos y pariente político de Zínzicha, quien tras su muerte se convirtió en el gobernador de Michoacán subordinado a la corona española.

## Láminas
En la portada se observa a Fray Jerónimo de Alcalá entregando el manuscrito de la Relación de Michoacán al virrey Antonio de Mendoza. Detrás del fraile están sus informantes quienes fueron llevados para la ocasión, entre ellos Pedro Cuiniarángari, fue vestido a la española, y tres sacerdotes purépechas con su atuendo original.

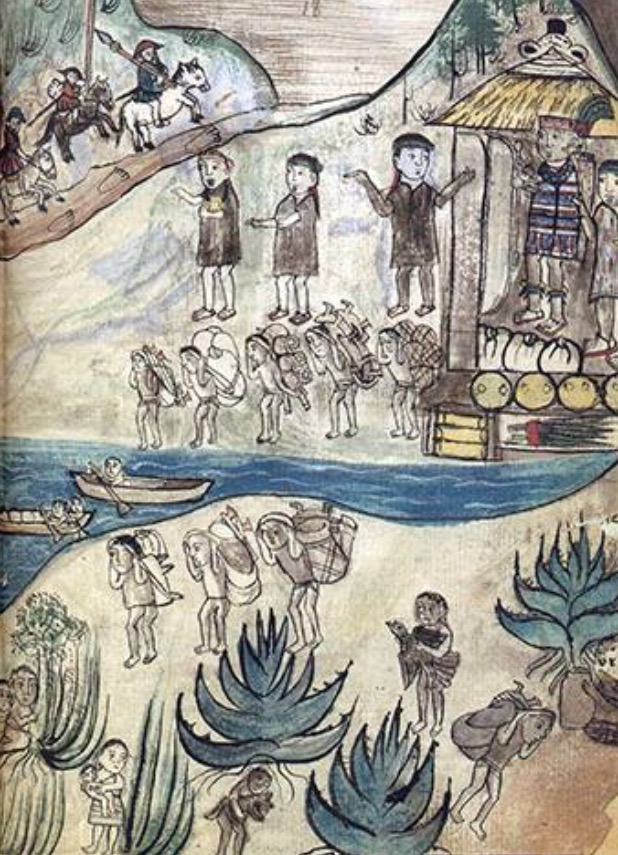
Arribo de los españoles a Tzintzuntzan

La llegada de los españoles a Michoacán. El cazonci Zínzicha, a la derecha, está dentro de su casa junto a Pedro Cuiniarángari, quien trata de convencerlo de que no se ahogara en el lago como se dice que le sugirieron miembros de la corte, representados en medio de la lámina, frente a la casa.

## Ediciones modernas[4]
• 1956, reproducción facsimilar, con transcripción, prólogo, introducción y notas de José Tudela, más un estudio preliminar a cargo de Paul Kirchhoff. Madrid, Editorial Aguilar.
• 1980 (primera que acredita a Alcalá como autor) con transcripción, estudio preliminar y notas de Francisco Miranda. Prólogo de Fernando Horcasitas. Morelia, Filmax Publicistas. Nueva edición: 1988 en la colección "Cien de México". Ciudad de México, Secretaría de Educación Pública.
• 1989, edición sobre la versión de Tudela más estudio introductorio a cargo de Leoncio Cabrero, en la colección "Crónicas de América" (no. 52). Madrid, Historia 16. Nueva edición: 2008. Barcelona, Red Ediciones SL. ISBN 978-84-9816-259-2
• 1997, selección basada en la edición de Miranda, en la colección "Fondo 2000". Ciudad de México, Fondo de Cultura Económica. ISBN 9786071652867
• 2000, con transcripción paleográfica y notas a cargo de Clotilde Martínez Ibáñez y Carmen Molina Ruiz, edición acompañada con estudios de diversos autores, coordinada por Moisés Franco. Morelia, Centro de Estudios de las Tradiciones-El Colegio de Michoacán.
• 2008, reproduce la transcripción y notas de Martínez y Molina, acompañada por un estudio introductorio de Jean-Marie Gustave Le Clézio. Presentación de Rafael D. Fernández Sotelo. Morelia, El Colegio de Michoacán. ISBN 978-970-679-255-6
• 2018, edición -presentada como texto literario- a cargo de Rafael Tena. Ciudad de México, Instituto Nacional de Antropología e Historia. ISBN 978-607-745-835-7